# New Hudson
| New Hudson IIIB (500 cc, 3½ pk) uit 1913 |
| New Hudson 211 cc tweetakt uit 1921      |
| New Hudson 595 cc zijklepper uit 1922    |

New Hudson is een historisch Brits merk van motorfietsen.
De bedrijfsnaam was New Hudson Cycle Co. Ltd., Birmingham.
De eerste New Hudson (uit 1900) was een fiets met een 211 cc Minerva-motor. Pas in 1910 kwamen er nieuwe modellen met JAP-motoren, een 292- en een 500 cc-model. In 1911 volgde een eigen 499 cc zijklepper. In 1913 werd de 292 cc JAP-motor vervangen door een 350 cc-versie en er kwam ook een 700 cc V-twin. In 1914 volgde een 367 cc tweecilinder en een in licentie gebouwde Levis-211 cc tweetakt.
Na de Eerste Wereldoorlog werd die tweetakt vergroot tot 247 cc. De komst van de beroemde constructeur Bert le Vack bracht het merk flinke wegrace-successen. In 1923 nam New Hudson de merknaam Ixion (Birmingham) over, maar dat onder die naam nog motoren werden gebouwd is niet waarschijnlijk.
In de jaren dertig bouwde New Hudson motorfietsen met stroomlijn, die niet konden voorkomen dat het merk in 1933 failliet ging. Men ging hierna remonderdelen, veren en schokdempers onder de naam Girling produceren. BSA herstelde de merknaam New Hudson na de Tweede Wereldoorlog korte tijd in ere. Toen werd er onder de naam New Hudson echter alleen een lichte motorfiets (autocycle) met 98 cc Villiers-blok gebouwd. Deze hield het wel langer vol dan andere autocycles, tot in 1957.